# Gary Holt
Gary Wayne Holt (Richmond, 4 maggio 1964) è un chitarrista statunitense.
Membro storico nonché principale compositore e leader del gruppo thrash metal Exodus, dal 2011 al 2019 ha militato anche negli Slayer.

## Carriera
Holt è entrato negli Exodus nel 1981 sostituendo Tim Agnello; dopo l'uscita dal gruppo nel 1983 di Kirk Hammett, reclutato dai Metallica in sostituzione di Dave Mustaine, Holt ha mantenuto gli Exodus in vita divenendone l'unico componente ad aver suonato in tutti i dischi pubblicati curando la composizione della maggior parte delle musiche: assieme al secondo chitarrista Rick Hunolt furono ribattezzati l'"H-Team" degli Exodus, nome ispirato alla popolare serie televisiva A-Team.
Nel 2011 viene reclutato dagli Slayer per sostituire Jeff Hanneman, fermo a causa di gravi problemi di salute, e rimane nel gruppo anche in seguito alla morte di quest'ultimo nel 2013 pubblicando nel 2015 l'album Repentless, nel quale ha curato solo la stesura degli assoli. La collaborazione termina nel 2019, una volta concluso il tour d'addio della band.

### Altri lavori
Nell'ottobre 2008 ha realizzato il video didattico A Lesson in Guitar Violence.

## Biografia
Si dichiara ateo e nell'ottobre 2017 è diventato vegano. Nel 2021 annuncia sul suo profilo Instagram la sua intenzione di smettere di bere.

## Stile
Tra i suoi modelli cita Ritchie Blackmore, Prince, Michael Schenker, Angus Young, Tony Iommi, Uli Jon Roth, Matthias Jabs, e Ted Nugent; tra i suoi gruppi preferiti menziona Venom, Motörhead, Black Sabbath, primi Iron Maiden e Judas Priest.
Dal settembre 2014 è endorser ufficiale della ESP Guitars (che ha realizzato due modelli signature per lui: la LTD GH 200 e GH 600) dopo aver terminato il rapporto con la Schecter; in precedenza ha utilizzato chitarre prodotte da Bernie Rico Jr., Ibanez, Jackson Guitars e Yamaha.

## Discografia

### Con gli Exodus
- 1985 – Bonded by Blood
- 1987 – Pleasures of the Flesh
- 1989 – Fabulous Disaster
- 1990 – Impact Is Imminent
- 1992 – Force of Habit
- 2004 – Tempo of the Damned
- 2005 – Shovel Headed Kill Machine
- 2007 – The Atrocity Exhibition... Exhibit A
- 2008 – Let There Be Blood
- 2010 – Exhibit B: The Human Condition
- 2014 – Blood In, Blood Out
- 2021 – Persona non grata

### Con gli Slayer
- 2015 – Repentless
- 2019 – The Repentless Killogy (Live at the Forum in Inglewood, CA)

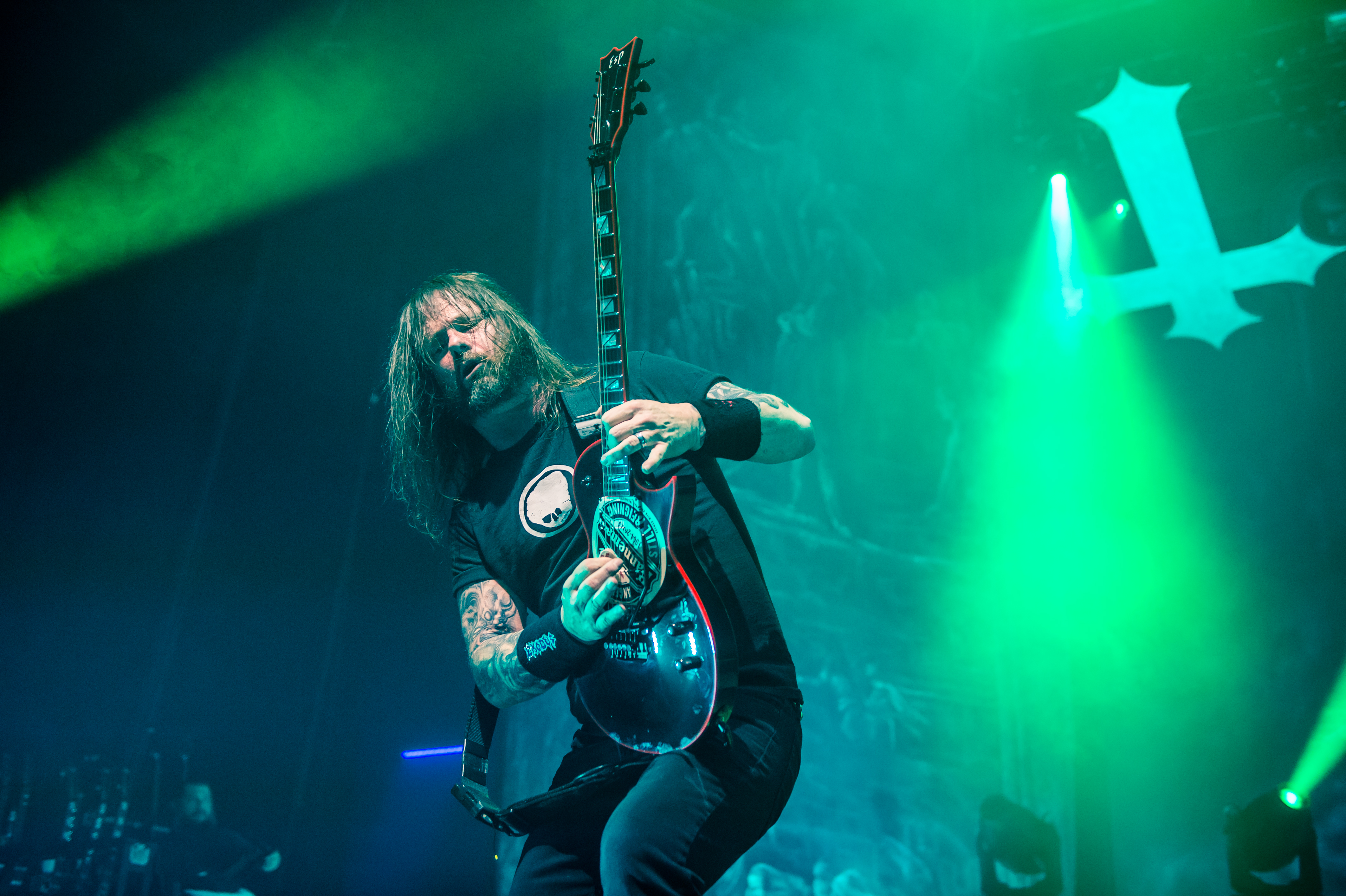
Gary Holt con gli Slayer

### Con i Beloved Ghouls
- 2020 – Terrorized (singolo)
- 2021 – Shocked! (singolo)

### Collaborazioni
- 1991 – Panic - Epidemic (chitarra solista)
- 2005 – Hypocrisy - Virus (chitarra solista nel brano Scrutinized)
- 2008 – Destruction - D.E.V.O.L.U.T.I.O.N. (chitarra solista nel brano Urge (The Greed of Gain))
- 2009 – Warbringer - Waking into Nightmares (chitarra solista nel brano The Road Warrior)
- 2010 – Heathen - The Evolution of Chaos (chitarra solista nel brano Control by Chaos)
- 2010 – Witchery - Witchkrieg (chitarra solista nel brano The Reaver)
- 2015 – Metal Allegiance - Metal Allegiance (chitarra solista nei brani Gift Of Pain, Pledge Of Allegiance e We Rock)
- 2017 – FB1964 - Störtebeker (chitarra solista nel brano Orlog)
- 2019 – Volbeat - Rewind, Replay, Rebound (chitarra solista nel brano Cheapside Sloggers)
- 2020 – Heathen - Empire of the Blind (chitarra solista nel brano A Fine Red Mist)
- 2020 – Posehn - Grandpa Metal (chitarra solista nel brano Satan's Kind of a Dick)
- 2022 – Generation Kill - MKUltra (chitarra solista nel brano Never Relent)